# Бубненкова, Светлана Юрьевна
Светлана Юрьевна Бубненкова (Столбова) (2 января 1973, Ижевск, СССР) — российская велосипедистка.

## Биография
Родилась 2 января 1973 в Ижевске. Велоспортом занимается с 10 лет. Победительница чемпионата мира 1993 и 1994 в командной гонке на шоссе на 50 км, чемпионка России 2004. В 2002 выиграла женскую веломногодневку Джиро д'Италия.
В сборной России — с 1991 года. Замужем, имеет дочь Кристину.
Заслуженный мастер спорта России.
Три раза принимала участие в Олимпийских играх (1996, 2000, 2004).
Многократная чемпионка России на шоссе в групповой и индивидуальной гонках.

### Статистика выступления наГранд-турах
| Гонка / Год          | 1993           | 1994           | 1995           | 1996           | 1997           | 1998           | 1999           | 2000           | 2001           | 2002           | 2003           | 2004           | 2005           | 2006           | 2007           | 2008           | 2009           | 2010           |
| -------------------- | -------------- | -------------- | -------------- | -------------- | -------------- | -------------- | -------------- | -------------- | -------------- | -------------- | -------------- | -------------- | -------------- | -------------- | -------------- | -------------- | -------------- | -------------- |
| Женский Тур де Франс | 12             | не проводилась | не проводилась | не проводилась | не проводилась | не проводилась | не проводилась | не проводилась | не проводилась | не проводилась | не проводилась | не проводилась | не проводилась | не проводилась | не проводилась | не проводилась | не проводилась | не проводилась |
| Гранд Букль феминин  | 40             | 8              | 9              | 10             | 8              | —              | 5              | 7              | 7              | DNF            | —              | —              | —              | —              | —              | —              | —              | не проводилась |
| Рут де Франс феминин | не проводилась | не проводилась | не проводилась | не проводилась | не проводилась | не проводилась | не проводилась | не проводилась | не проводилась | не проводилась | не проводилась | не проводилась | не проводилась | 3              | 2              | —              | 20             | 18             |
| Тур де л'Од феминин  | —              | 15             | 3              | 2              | 2              | —              | —              | 16             | —              | —              | —              | —              | 8              | 9              | 13             | —              | 12             | DNF            |
| Джиро д’Италия Донне | 24             | —              | —              | —              | —              | —              | 2              | 5              | DNF            | 1              | DNF            | 8              | 7              | 4              | 9              | —              | 5              | 55             |

### Рейтинги
| Год                 | 2002 | 2003 | 2004 | 2005 | 2006 | 2007 | 2008 | 2009 | 2010 | 2011 | 2012 | 2013 |
| ------------------- | ---- | ---- | ---- | ---- | ---- | ---- | ---- | ---- | ---- | ---- | ---- | ---- |
| Мировой рейтинг UCI | -    | -    | -    | -    | -    | -    | -    | 25-й | -    | 28-й | -    | 68-й |
| Мировой кубок UCI   | 9-й  | -    | -    | -    | -    | -    | -    | -    | -    | -    | -    | -    |
|                     |      |      |      |      |      |      |      |      |      |      |      |      |
| Источник: UCI       |      |      |      |      |      |      |      |      |      |      |      |      |